# Жаблє
Жаблє (словен. Žablje) — поселення в общині Крань, Горенський регіон, Словенія. Висота над рівнем моря: 466,1 м.